# VOX (televisiezender)
VOX is een commerciële televisiezender in Duitsland. Het startte op 25 januari 1993 onder de snel gewijzigde naam 'Westschienenkanal'.
Het behoort tot de RTL Group. De zender zendt voornamelijk documentaires van BBC Exclusive, documentaires gemaakt door Duitse productiemaatschappijen en Amerikaanse series en films uit.
Een integraal onderdeel van het nachtprogramma is de serie Medical Detectives (Forensic Files), die regelmatig zeer hoge waarderingen krijgt, soms tot 20%, wat voor de omroep doorgaans vrij ongebruikelijk is.

## Programma's
- 7th Heaven
- Ally McBeal
- Boston Legal
- Boston Public
- Crossing Jordan
- CSI: NY
- Dr. Quinn, Medicine Woman
- Everwood
- Gilmore Girls
- Home Improvement
- The Hour of Power
- Judging Amy
- Law & Order: Criminal Intent
- McLeod's Daughters
- The Nanny
- Profiler
- Six Feet Under
- Third Watch
- The Closer
- Das perfekte Dinner
- X-Factor
- Das perfekte Model